# Dromia
Dromia is een geslacht van krabben.

## Soortenlijst
Beschreven soorten:
- Dromia bollorei (Forest, 1974)
- Dromia dormia Linnaeus, 1758 (Dromidiopsis dormia)[3]
- Dromia erythropus (George Edwards, 1771)
- Dromia gouveai (Melo & Campos, 1999)
- Dromia marmorea (Forest, 1974)
- Dromia nodosa (A. Milne-Edwards & Bouvier, 1898)
- Dromia personata (Linnaeus, 1758) (Wolkrab)